# Ricardo Antonio Chavira
Ricardo Antonio Chavira, född 1 september 1971 i Austin, Texas, uppväxt i San Antonio, Texas, är en amerikansk skådespelare.
Chavira har varit med i serier som Six Feet Under, 24, The Division, The George Lopez Show och Desperate Housewives. Han har även varit med i filmer som The Alamo (2004) och Cosmic Radio (2004). Chavira kämpar mot bröstcancer eftersom hans mamma dog vid av det vid 45 års ålder, då var han 15 år. Han har en son som heter Tomas Antonio Chavira som föddes 2003 och en dotter som heter Belen Elysabeth Chavira, född 2008 tillsammans med Marcea Dietzel.